# Nati nel 1864
| Questa pagina contiene informazioni ricavate automaticamente dalle voci biografiche con l'ausilio del template Bio e di un bot. L'aggiornamento è periodico e automatico e ricostruisce completamente la pagina. Se manca una persona in questa lista, sei pregato di non aggiungerla, ma accertati piuttosto che la sua voce biografica contenga il template Bio e che i dati anagrafici siano correttamente compilati. Se il template Bio manca, inseriscilo tu stesso o, in alternativa, metti l'avviso {{tmp\|Bio}} che ne segnala la mancanza. Se i dati riportati sono sbagliati, correggi direttamente la voce biografica; le modifiche saranno visibili in questa lista entro pochi giorni. Per chiarimenti vedi il progetto biografie. La lista contiene solo le 636 persone che sono citate nell'enciclopedia e per le quali è stato implementato correttamente il template Bio. Pagina aggiornata al 18 ago 2025. |

## Gennaio(55)
- 1º gennaio - Ambrogio Belloni, politico italiano († 1950)
- 1º gennaio - George Washington Carver, agronomo statunitense († 1943)
- 1º gennaio - Qi Baishi, pittore cinese († 1957)
- 1º gennaio - Alfred Stieglitz, fotografo e gallerista statunitense († 1946)
- 1º gennaio - Carlo Turano, avvocato e politico italiano († 1926)
- 2 gennaio - Giovanni Battista De Toni, botanico, medico e chimico italiano († 1924)
- 2 gennaio - Lucia Xarate, messicana († 1890)
- 2 gennaio - Emil Åberg, pittore, incisore e illustratore svedese († 1940)
- 3 gennaio - Ernst Klimt, pittore austriaco († 1892)
- 4 gennaio - Émile Lafourcade-Cortina, schermidore francese († 1904)
- 4 gennaio - George Albert Smith, regista, fotografo e inventore britannico († 1959)
- 5 gennaio - Ban Johnson, dirigente sportivo statunitense († 1931)
- 6 gennaio - Giovanni Anfossi, pianista e compositore italiano († 1946)
- 6 gennaio - Thomas Dewar, imprenditore scozzese († 1930)
- 7 gennaio - Jacob Katzenstein, medico tedesco († 1921)
- 7 gennaio - Seo Jae-pil, attivista e giornalista coreano († 1951)
- 8 gennaio - Alberto Vittorio, duca di Clarence e Avondale, nobile britannico († 1892)
- 8 gennaio - Marie Renard, mezzosoprano e soprano austriaco († 1939)
- 9 gennaio - Vladimir Andreevič Steklov, matematico russo († 1926)
- 10 gennaio - Pëtr Nikolaevič Romanov, nobile russo († 1931)
- 11 gennaio - Robert Meyer, patologo e ginecologo tedesco († 1947)
- 11 gennaio - William Spry, politico statunitense († 1929)
- 12 gennaio - Guglielmina Ronconi, insegnante italiana († 1936)
- 12 gennaio - Thomas Ryan, rugbista a 15 e pittore neozelandese († 1927)
- 12 gennaio - Anna Eugénie Schoen-René, soprano e docente tedesca († 1942)
- 13 gennaio - Hanna Pauli, pittrice svedese († 1940)
- 13 gennaio - Wilhelm Wien, fisico tedesco († 1928)
- 14 gennaio - Joseph Wright, canottiere canadese († 1950)
- 15 gennaio - Isa Boletini, militare e politico albanese († 1916)
- 15 gennaio - Frances Benjamin Johnston, fotografa e fotoreporter statunitense († 1952)
- 17 gennaio - Janet Achurch, attrice britannica († 1916)
- 17 gennaio - Lucien Herr, bibliotecario francese († 1926)
- 17 gennaio - Luigi di Borbone-Spagna, principe spagnolo († 1889)
- 17 gennaio - David Torrence, attore scozzese († 1951)
- 21 gennaio - Georges Schwob d'Héricourt, imprenditore francese († 1942)
- 21 gennaio - Israel Zangwill, scrittore, drammaturgo e umorista inglese († 1926)
- 22 gennaio - Charles Shelton, calciatore inglese († 1899)
- 24 gennaio - Marguerite Durand, giornalista francese († 1936)
- 24 gennaio - Gaetano Giardino, generale e politico italiano († 1935)
- 24 gennaio - Alfredo Ricci, pittore e illustratore italiano († 1889)
- 24 gennaio - Alberto Salucci, magistrato e politico italiano († 1942)
- 25 gennaio - Michail Ivanovič Brusnev, ingegnere e esploratore russo († 1937)
- 25 gennaio - Henry Stanley, attore statunitense
- 27 gennaio - John Walter Gregory, geologo e esploratore britannico († 1932)
- 27 gennaio - Bela Čikoš Sesija, pittore croato († 1931)
- 28 gennaio - Herbert Akroyd Stuart, inventore, ingegnere e progettista britannico († 1927)
- 28 gennaio - Joseph Bédier, filologo francese († 1938)
- 28 gennaio - Pietro Chimienti, politico italiano († 1938)
- 28 gennaio - Anna Golubkina, scultrice sovietica († 1927)
- 28 gennaio - Trifone Pederzolli, vescovo cattolico italiano († 1941)
- 30 gennaio - Maria Hardouin, nobile italiana († 1954)
- 30 gennaio - James Mitchel, martellista, discobolo e tiratore di fune statunitense († 1921)
- 30 gennaio - Luigi Volpicella, archivista, storico e araldista italiano († 1949)
- 31 gennaio - Hilda Käkikoski, politica, scrittrice e docente finlandese († 1912)
- 31 gennaio - Salvatore Riccobono, giurista italiano († 1958)

## Febbraio(55)
- 1º febbraio - Giuseppe Maria da Palermo, religioso italiano († 1886)
- 2 febbraio - Margot Asquith, scrittrice scozzese († 1945)
- 3 febbraio - Joseph Camille Acosta, pittore francese († 1923)
- 3 febbraio - Mariano Barbasán, pittore spagnolo († 1924)
- 4 febbraio - Rosolino Colella, politico e psichiatra italiano († 1940)
- 5 febbraio - Federico Sacco, geologo, paleontologo e micologo italiano († 1948)
- 5 febbraio - Carl Teike, compositore tedesco († 1922)
- 6 febbraio - George Jay Gould, imprenditore statunitense († 1923)
- 6 febbraio - George Hillyard, tennista britannico († 1943)
- 6 febbraio - John Henry Mackay, scrittore, attivista e biografo britannico († 1933)
- 6 febbraio - Alexander Tietze, chirurgo tedesco († 1927)
- 7 febbraio - Stéphane Gsell, archeologo e storico francese († 1932)
- 7 febbraio - Francesco Maria Raiti, vescovo cattolico italiano († 1932)
- 8 febbraio - Ľudovít Čordák, pittore slovacco († 1937)
- 8 febbraio - Herbert Wilberforce, tennista britannico († 1941)
- 9 febbraio - Oscar Bie, pubblicista, musicologo e storico dell'arte tedesco († 1938)
- 9 febbraio - Miina Härma, compositrice sovietica († 1941)
- 9 febbraio - Carmelo Scardino, generale italiano († 1918)
- 10 febbraio - Max Harmonist, scacchista e danzatore tedesco († 1907)
- 12 febbraio - Eulalia di Borbone-Spagna, principessa spagnola († 1958)
- 13 febbraio - Francesco De Sarlo, filosofo e psicologo italiano († 1937)
- 13 febbraio - Paul von Hintze, ammiraglio, diplomatico e politico tedesco († 1941)
- 14 febbraio - Lorenzo Borri, medico italiano († 1923)
- 14 febbraio - Mathilde Cohen Tervaert-Israëls, attivista olandese († 1945)
- 14 febbraio - Robert E. Park, sociologo statunitense († 1944)
- 15 febbraio - George Mozart, attore, sceneggiatore e regista britannico († 1947)
- 16 febbraio - Luigi Magrini, inventore e imprenditore italiano († 1933)
- 17 febbraio - Jozef Murgaš, presbitero, pittore e inventore slovacco († 1929)
- 17 febbraio - Banjo Paterson, poeta e giornalista australiano († 1941)
- 17 febbraio - Francesco Todaro, agronomo e politico italiano († 1950)
- 18 febbraio - Claude Firmin, pittore francese († 1944)
- 18 febbraio - Arturo Triangi di Maderno e Laces, militare e politico italiano († 1935)
- 18 febbraio - Bolesław Twardowski, arcivescovo cattolico polacco († 1944)
- 19 febbraio - Đồng Khánh, imperatore vietnamita († 1889)
- 19 febbraio - Jean Verdier, cardinale e arcivescovo cattolico francese († 1940)
- 19 febbraio - Ferdinand Zecca, regista francese († 1947)
- 20 febbraio - Henry Rawlinson, I barone Rawlinson, generale britannico († 1925)
- 21 febbraio - Paolo Ferretti, pittore italiano († 1937)
- 21 febbraio - Coelho Neto, scrittore brasiliano († 1934)
- 21 febbraio - Ernst Wertheim, ginecologo austriaco († 1920)
- 22 febbraio - Jules Renard, scrittore e aforista francese († 1910)
- 24 febbraio - Karl Fritsch, botanico austriaco († 1934)
- 24 febbraio - José Pardo y Barreda, politico peruviano († 1947)
- 24 febbraio - Oscar Ricciardi, pittore italiano († 1935)
- 25 febbraio - Gustav Breddin, entomologo tedesco († 1909)
- 25 febbraio - Lucien Lizé, generale francese († 1918)
- 26 febbraio - Alfred Bachelet, compositore, direttore d'orchestra e docente francese († 1944)
- 26 febbraio - John Evershed, astronomo britannico († 1956)
- 27 febbraio - Alice Davenport, attrice statunitense († 1936)
- 27 febbraio - Marian de Forest, giornalista e commediografa statunitense († 1935)
- 28 febbraio - Futabatei Shimei, scrittore, traduttore e critico letterario giapponese († 1909)
- 29 febbraio - Eduardo Giacomo Boner, poeta, scrittore e giornalista italiano († 1908)
- 29 febbraio - Josef Svatopluk Machar, poeta e saggista ceco († 1942)
- 29 febbraio - Victor Naessens, generale belga († 1954)
- 29 febbraio - Adolf Wölfli, pittore svizzero († 1930)

## Marzo(34)
- 1º marzo - Robert Langton Douglas, storico, critico d'arte e docente inglese († 1951)
- 2 marzo - Henri Bretonnet, ufficiale e esploratore francese († 1899)
- 2 marzo - Émile Rimailho, ingegnere francese († 1954)
- 4 marzo - Louis Gauthier, attore francese († 1946)
- 5 marzo - Marcus Wallenberg, banchiere e imprenditore svedese († 1943)
- 7 marzo - Ali bey Huseynzade, scrittore, filosofo e artista azero († 1940)
- 7 marzo - Guglielmo di Hohenzollern-Sigmaringen, nobile († 1927)
- 8 marzo - James Craig Annan, fotografo britannico († 1946)
- 10 marzo - Jakob Erckrath de Bary, schermidore tedesco († 1938)
- 10 marzo - Gyula von Iványi, schermidore ungherese († 1920)
- 12 marzo - Henri Lichtenberger, germanista francese († 1941)
- 12 marzo - Alice Tegnér, compositrice svedese († 1943)
- 14 marzo - Gabriel Astruc, impresario teatrale, editore e giornalista francese († 1938)
- 14 marzo - Alfred Redl, militare austro-ungarico († 1913)
- 14 marzo - Maria Anna di Sassonia-Altenburg, principessa tedesca († 1918)
- 14 marzo - William Nicholas Selig, produttore cinematografico statunitense († 1948)
- 15 marzo - Leslie Stuart, compositore inglese († 1928)
- 17 marzo - Giuseppe Chiarolanza, pittore italiano († 1920)
- 19 marzo - Alberto Pisa, pittore italiano († 1930)
- 19 marzo - Charles Marion Russell, pittore statunitense († 1926)
- 21 marzo - Vettore Zanetti Zilla, pittore italiano († 1946)
- 22 marzo - Davide Giordano, chirurgo, storico e politico italiano († 1954)
- 23 marzo - Robert Keith Arbuthnot, ammiraglio britannico († 1916)
- 23 marzo - Sándor Simonyi-Semadam, politico ungherese († 1946)
- 24 marzo - Karel Frederik Wenckebach, cardiologo olandese († 1940)
- 25 marzo - Celestino Fumagalli, scultore e orafo italiano († 1941)
- 25 marzo - Alexej von Jawlensky, pittore russo († 1941)
- 25 marzo - Jules Lavirotte, architetto francese († 1929)
- 27 marzo - Agostina Pietrantoni, religiosa italiana († 1894)
- 28 marzo - Agostino Dodero, entomologo italiano († 1937)
- 29 marzo - Concino Concini, funzionario e politico italiano († 1946)
- 29 marzo - Leopold Schmutzler, pittore ceco († 1940)
- 30 marzo - John Montagu Douglas Scott, VII duca di Buccleuch, nobile e politico scozzese († 1935)
- 30 marzo - Franz Oppenheimer, economista, sociologo e medico tedesco († 1943)

## Aprile(40)
- 1º aprile - Flaminia Bosco, pittrice italiana († 1943)
- 1º aprile - Emanuele Mignone, vescovo cattolico italiano († 1961)
- 2 aprile - José Maria Veloso Salgado, pittore portoghese († 1945)
- 3 aprile - Enrico Bazan, generale e politico italiano († 1947)
- 3 aprile - Emil Kellenberger, tiratore a segno svizzero († 1943)
- 3 aprile - Emilio Solari, militare e politico italiano († 1954)
- 7 aprile - Eduardo Bottigliero, organista e compositore italiano († 1937)
- 7 aprile - Sergej Vasil'evič Zubatov, poliziotto russo († 1917)
- 8 aprile - Carlos Deltour, canottiere francese († 1920)
- 8 aprile - Josep Llimona, scultore spagnolo († 1934)
- 9 aprile - Nikolaj Semënovič Čcheidze, rivoluzionario e politico georgiano († 1926)
- 9 aprile - Archibald Knox, artista, designer e orafo britannico († 1933)
- 9 aprile - Sebastian Ziani de Ferranti, inventore e ingegnere inglese († 1930)
- 10 aprile - Eugen d'Albert, pianista e compositore tedesco († 1932)
- 10 aprile - Michael Mayr, politico austriaco († 1922)
- 11 aprile - Vittorio Moschini, politico italiano († 1940)
- 12 aprile - Rosslyn Erskine-Wemyss, I Barone Wester Wemyss, militare britannico († 1933)
- 13 aprile - Albert Aldridge, calciatore inglese († 1891)
- 13 aprile - Tully Marshall, attore statunitense († 1943)
- 13 aprile - Willie Watt, calciatore scozzese († 1943)
- 13 aprile - Berta Zuckerkandl, scrittrice, traduttrice e critica letteraria austriaca († 1945)
- 14 aprile - Guglielmo Duranti, politico e avvocato italiano († 1931)
- 14 aprile - Artur Văitoianu, generale e politico rumeno († 1956)
- 15 aprile - Luciano Valentini, politico italiano († 1927)
- 16 aprile - Ivan Ivanovič Gorbunov-Posadov, poeta, editore e pedagogista russo († 1940)
- 18 aprile - Richard Harding Davis, giornalista e scrittore statunitense († 1916)
- 19 aprile - Elisabeth Dons, mezzosoprano e soprano danese († 1942)
- 21 aprile - Camillo Serafini, numismatico e politico italiano († 1952)
- 21 aprile - Max Weber, sociologo, filosofo e economista tedesco († 1920)
- 22 aprile - Petro Nini Luarasi, attivista, presbitero e insegnante albanese († 1911)
- 23 aprile - Maria Majocchi, scrittrice e giornalista italiana († 1917)
- 24 aprile - George Foottit, circense britannico († 1921)
- 24 aprile - Giuseppe Sanarelli, igienista e politico italiano († 1940)
- 24 aprile - Meade Yates, golfista statunitense († 1929)
- 25 aprile - Henri Vaugeois, filosofo e politico francese († 1916)
- 27 aprile - Geoffrey Hall-Say, pattinatore artistico su ghiaccio britannico († 1940)
- 27 aprile - Camillo Mango, avvocato e politico italiano († 1937)
- 28 aprile - Rudolf Rössler, pittore e illustratore austriaco († 1934)
- 30 aprile - Jean Decazes, velista francese († 1912)
- 30 aprile - Juhan Liiv, scrittore e poeta estone († 1913)

## Maggio(34)
- 1º maggio - Anna Jarvis, statunitense († 1948)
- 1º maggio - Tito Trocchi, arcivescovo cattolico italiano († 1947)
- 3 maggio - André Chevrillon, scrittore francese († 1957)
- 4 maggio - Arnaldo Lambertini, militare e scrittore italiano († 1944)
- 5 maggio - Nellie Bly, giornalista statunitense († 1922)
- 5 maggio - Giovanni Battista Bossi, architetto italiano († 1924)
- 5 maggio - Marie-Eugène Debeney, generale francese († 1943)
- 5 maggio - Henry Hughes Wilson, generale britannico († 1922)
- 6 maggio - Eugenio Tosi, cardinale e arcivescovo cattolico italiano († 1929)
- 10 maggio - Léon Gaumont, inventore, produttore cinematografico e imprenditore francese († 1946)
- 11 maggio - Ethel Lilian Voynich, scrittrice irlandese († 1960)
- 13 maggio - Philip Breitmeyer, politico statunitense († 1941)
- 13 maggio - Vesta Tilley, cantante e attrice teatrale britannica († 1952)
- 15 maggio - Enrico Ducci, matematico italiano († 1940)
- 15 maggio - Vilhelm Hammershøi, pittore danese († 1916)
- 16 maggio - Antonio Gamberi, poeta e scrittore italiano († 1953)
- 17 maggio - Melquíades Álvarez, avvocato e politico spagnolo († 1936)
- 17 maggio - Andrea Carlotti, diplomatico italiano († 1920)
- 17 maggio - Louis Richardet, tiratore a segno svizzero († 1923)
- 17 maggio - Ante Trumbić, politico croato († 1938)
- 20 maggio - Vasilij Iosifovič Gurko, generale e nobile russo († 1937)
- 21 maggio - Michele Cannavò, scultore italiano († 1941)
- 21 maggio - Gyula Pikler, filosofo ungherese († 1937)
- 21 maggio - Stefania del Belgio, principessa belga († 1945)
- 22 maggio - Willy Stöwer, artista e illustratore tedesco († 1931)
- 23 maggio - William O'Connor, schermidore statunitense († 1939)
- 23 maggio - Arthur Smith Woodward, paleontologo britannico († 1944)
- 25 maggio - Hugh Blair, compositore e organista inglese († 1932)
- 26 maggio - Johannes Bloemen, nuotatore olandese († 1939)
- 28 maggio - William Seiling, tiratore di fune statunitense († 1951)
- 28 maggio - Zo d'Axa, avventuriero e giornalista francese († 1930)
- 29 maggio - Pietro Bracci, poeta, scrittore e politico italiano († 1902)
- 29 maggio - Sigismund Waitz, arcivescovo cattolico austriaco († 1941)
- 30 maggio - Mindaugas II di Lituania, re († 1928)

## Giugno(41)
- 2 giugno - Wilhelm Souchon, ammiraglio tedesco († 1946)
- 2 giugno - Ben Webster, attore inglese († 1947)
- 3 giugno - Albert Fraenkel, medico tedesco († 1938)
- 3 giugno - Otto Erich Hartleben, poeta, drammaturgo e scrittore tedesco († 1905)
- 3 giugno - Ransom Eli Olds, imprenditore statunitense († 1950)
- 4 giugno - Abdul Hamid Halim di Kedah, sovrano malese († 1943)
- 4 giugno - Faysal bin Turki, sovrano omanita († 1913)
- 6 giugno - Alfredo de Sá Cardoso, politico e militare portoghese († 1950)
- 7 giugno - Luigi Pettinati, militare italiano († 1915)
- 8 giugno - Giorgio Emo di Capodilista, militare e politico italiano († 1940)
- 8 giugno - Herbert William Garratt, ingegnere inglese († 1913)
- 8 giugno - Giuseppe Leone, avvocato e politico italiano († 1933)
- 11 giugno - Robert Coontz, ammiraglio statunitense († 1935)
- 11 giugno - Richard Strauss, compositore e direttore d'orchestra tedesco († 1949)
- 12 giugno - Frank Michler Chapman, ornitologo statunitense († 1945)
- 13 giugno - Pietro Franciosi, politico e insegnante sammarinese († 1935)
- 13 giugno - Gerard Krekelberg, insegnante e compositore olandese († 1937)
- 14 giugno - Alois Alzheimer, psichiatra tedesco († 1915)
- 15 giugno - Leandro Bisiach, liutaio italiano († 1945)
- 15 giugno - Guy Ropartz, compositore e direttore d'orchestra francese († 1955)
- 16 giugno - Sergej Vasil'evič Ivanov, pittore russo († 1910)
- 17 giugno - Aleksej Aleksandrovič Šachmatov, filologo e linguista russo († 1920)
- 18 giugno - Agnes Goodsir, pittrice australiana († 1939)
- 19 giugno - David Calderhead, calciatore e allenatore di calcio scozzese († 1938)
- 19 giugno - Henry Sargent Codman, architetto statunitense († 1893)
- 20 giugno - Pier Pander, scultore e medaglista olandese († 1919)
- 20 giugno - Maria Fortunata Scola Camerini, scultrice italiana († 1937)
- 21 giugno - Luigi Rossi, avvocato e politico svizzero († 1890)
- 21 giugno - Heinrich Wölfflin, storico dell'arte svizzero († 1945)
- 22 giugno - Hans Jørgen Darre-Jenssen, ingegnere e politico norvegese († 1950)
- 22 giugno - Hermann Minkowski, matematico tedesco († 1909)
- 22 giugno - Tanaka Giichi, militare e politico giapponese († 1929)
- 24 giugno - Leopoldo da Alpandeire, religioso spagnolo († 1956)
- 24 giugno - Jimmy Forrest, calciatore inglese († 1925)
- 24 giugno - Frederick Stanley Maude, generale britannico († 1917)
- 24 giugno - André du Bois de La Villerabel, arcivescovo cattolico francese († 1938)
- 25 giugno - Oscar Baumann, esploratore, cartografo e etnografo austriaco († 1899)
- 25 giugno - Walther Nernst, chimico tedesco († 1941)
- 26 giugno - Pietro Bonfante, giurista italiano († 1932)
- 29 giugno - Pedro Peña, diplomatico e politico paraguaiano († 1943)
- 30 giugno - Alfred Mitchell-Innes, economista, diplomatico e scrittore britannico († 1950)

## Luglio(50)
- 1º luglio - Rudolf Martin, antropologo tedesco († 1925)
- 2 luglio - Albert Armitage, esploratore e navigatore scozzese († 1943)
- 2 luglio - Leon Sternbach, filologo classico e bizantinista polacco († 1940)
- 3 luglio - Filippo Cifariello, scultore italiano († 1936)
- 3 luglio - Giacomo Emilio Curatulo, ginecologo e politico italiano († 1948)
- 3 luglio - Axel Olrik, storiografo danese († 1917)
- 3 luglio - Hedwiga Rosenbaumová, tennista boema († 1939)
- 4 luglio - Gaetano Basile, medico e igienista italiano († 1952)
- 4 luglio - August Borchard, chirurgo tedesco († 1940)
- 6 luglio - Alberto Nepomuceno, compositore e direttore d'orchestra brasiliano († 1920)
- 8 luglio - Fred Holland Day, fotografo e editore statunitense († 1933)
- 9 luglio - Leon Dabo, pittore statunitense († 1960)
- 9 luglio - Niels Larsen Stevns, pittore e scultore danese († 1941)
- 10 luglio - George C. Beresford, fotografo britannico († 1938)
- 10 luglio - Paolo Emilio Pavolini, filologo e traduttore italiano († 1942)
- 11 luglio - Albert Baratier, generale e esploratore francese († 1917)
- 11 luglio - Charles Dawson, archeologo britannico († 1916)
- 11 luglio - Peter Deunov, filosofo e pedagogista bulgaro († 1944)
- 12 luglio - William Withers, golfista statunitense († 1933)
- 13 luglio - John Jacob Astor IV, imprenditore, inventore e scrittore statunitense († 1912)
- 13 luglio - Rosa Errera, scrittrice italiana († 1946)
- 14 luglio - Hermine Rheinberger, scrittrice e poetessa liechtensteinese († 1932)
- 15 luglio - Andrea Graziani, generale italiano († 1931)
- 15 luglio - Rinaldo Piaggio, imprenditore italiano († 1938)
- 15 luglio - Marie Tempest, soprano e attrice inglese († 1942)
- 16 luglio - Oscar Spalmach, scultore italiano († 1917)
- 17 luglio - Franciszek Latinik, generale polacco († 1949)
- 17 luglio - Angelo Ruffini, biologo e medico italiano († 1929)
- 18 luglio - Ricarda Huch, scrittrice tedesca († 1947)
- 18 luglio - Antonio Anastasio Rossi, patriarca cattolico italiano († 1948)
- 18 luglio - Philip Snowden, I visconte Snowden, politico britannico († 1937)
- 19 luglio - Fiammetta Wilson, astronoma e musicista inglese († 1921)
- 20 luglio - Louis Finot, archeologo francese († 1935)
- 20 luglio - Erik Axel Karlfeldt, poeta svedese († 1931)
- 20 luglio - Ruggero Oddi, anatomista e fisiologo italiano († 1913)
- 21 luglio - Seymour Bathurst, VII conte Bathurst, nobile e ufficiale britannico († 1943)
- 21 luglio - Frances Cleveland, first lady statunitense († 1947)
- 22 luglio - Asclepia Gandolfo, generale italiano († 1925)
- 22 luglio - Maria Martinetti, pittrice italiana († 1921)
- 22 luglio - José María Rubio y Peralta, presbitero e gesuita spagnolo († 1929)
- 23 luglio - Edwin Hedley, canottiere statunitense († 1947)
- 23 luglio - Apolinario Mabini, politico e rivoluzionario filippino († 1903)
- 23 luglio - Eugenio Masè Dari, avvocato e economista italiano († 1961)
- 24 luglio - Frank Wedekind, drammaturgo, attore teatrale e poeta tedesco († 1918)
- 26 luglio - Antonio Abbruzzese, politico italiano
- 26 luglio - Ettore Strinati, letterato e commediografo italiano († 1941)
- 28 luglio - Stephen Phillips, poeta e drammaturgo inglese († 1915)
- 29 luglio - Charles Scudder, golfista statunitense († 1939)
- 30 luglio - Dirk Boest Gips, tiratore a segno olandese († 1920)
- 31 luglio - Antonio Miani, generale italiano († 1933)

## Agosto(46)
- 5 agosto - Resurrección María de Azkue, linguista e filologo spagnolo († 1951)
- 5 agosto - Lorenzo Cusani, militare italiano († 1925)
- 5 agosto - Charles Tatham, tennista britannico († 1925)
- 5 agosto - Evgenij Nikolaevič Čirikov, scrittore russo († 1932)
- 6 agosto - Jules Flour, pittore francese († 1921)
- 8 agosto - Charles Moisson, francese († 1943)
- 8 agosto - Giuseppe Pennella, generale italiano († 1925)
- 9 agosto - Crescenzo Buongiorno, compositore italiano († 1903)
- 9 agosto - Roman Dmowski, politico polacco († 1939)
- 9 agosto - Luigi Paolillo, pittore italiano († 1934)
- 10 agosto - Edoardo Giretti, economista e politico italiano († 1940)
- 11 agosto - Duarte Leite, politico, matematico e storico portoghese († 1950)
- 11 agosto - Vittorio Rota, pittore e scenografo italiano († 1931)
- 12 agosto - Douglas Robinson, crickettista britannico († 1937)
- 12 agosto - Kuno von Westarp, politico tedesco († 1945)
- 14 agosto - Fausto Cucchi Boasso, ambasciatore italiano († 1937)
- 14 agosto - Armando Tallarigo, militare e politico italiano († 1952)
- 16 agosto - Elsie Inglis, medico, chirurgo e docente scozzese († 1917)
- 16 agosto - Ferdinand Canning Scott Schiller, filosofo tedesco († 1937)
- 17 agosto - Filippo Martinengo, generale italiano († 1952)
- 17 agosto - Librado Rivera, giornalista e politico messicano († 1932)
- 17 agosto - Paul Wendland, filologo classico tedesco († 1915)
- 18 agosto - Gemma Bellincioni, soprano italiano († 1950)
- 19 agosto - Charles J. Stine, attore statunitense († 1934)
- 20 agosto - Angelo Angeli, chimico italiano († 1931)
- 20 agosto - Ion I. C. Brătianu, politico rumeno († 1927)
- 20 agosto - Custode Marcucci, liutaio italiano († 1951)
- 20 agosto - Luigi Savignoni, archeologo italiano († 1918)
- 22 agosto - Clemente Onelli, naturalista, paleontologo e geologo italiano († 1924)
- 22 agosto - Eugene Schmitz, politico e musicista statunitense († 1928)
- 22 agosto - Alfred Tutton, chimico britannico († 1938)
- 23 agosto - Luigi Devoto, medico e politico italiano († 1936)
- 23 agosto - Ernest Edward Kellett, scrittore inglese († 1950)
- 23 agosto - Eleutherios Venizelos, politico greco († 1936)
- 26 agosto - Emmanuel Rougier, missionario e imprenditore francese († 1932)
- 26 agosto - Anna Il'inična Ul'janova, politica e rivoluzionaria russa († 1935)
- 27 agosto - Giulio D'Alì Staiti, imprenditore e politico italiano († 1905)
- 27 agosto - George Hepbron, arbitro di pallacanestro e dirigente sportivo statunitense († 1946)
- 27 agosto - Hermann Weingärtner, ginnasta tedesco († 1919)
- 29 agosto - Adolfo Bava, generale italiano († 1940)
- 29 agosto - Louis Hayet, pittore francese († 1940)
- 29 agosto - Thomas Arthur Rickard, ingegnere, giornalista e saggista britannico († 1953)
- 30 agosto - Rudolf Kjellén, geografo svedese († 1922)
- 30 agosto - Dudley de Chair, ammiraglio britannico († 1958)
- 31 agosto - George Bishop Sudworth, botanico statunitense († 1927)
- 31 agosto - Ramón Zubieta y Les, missionario e vescovo cattolico spagnolo († 1921)

## Settembre(44)
- 1º settembre - Roger Casement, diplomatico e attivista britannico († 1916)
- 2 settembre - Séraphine de Senlis, pittrice francese († 1942)
- 3 settembre - Lorenzo Porciatti, architetto, restauratore e urbanista italiano († 1928)
- 5 settembre - Vincenzo Casoli, magistrato e politico italiano († 1943)
- 6 settembre - Nicola Savoldi, pittore, decoratore e giudice italiano († 1952)
- 7 settembre - Émile Chautard, regista, attore e sceneggiatore statunitense († 1934)
- 7 settembre - Giovanni Tebaldini, organista, compositore e musicologo italiano († 1952)
- 8 settembre - Leonard Trelawny Hobhouse, sociologo britannico († 1929)
- 8 settembre - Jakob Johann von Uexküll, biologo, zoologo e filosofo estone († 1944)
- 9 settembre - Francisco Iturrino, pittore spagnolo († 1924)
- 10 settembre - Henri Fromageot, avvocato e giudice francese († 1949)
- 11 settembre - Draga Obrenović, sovrana serba († 1903)
- 11 settembre - Marc André Raffalovich, giornalista, saggista e poeta francese († 1934)
- 11 settembre - Lorenzo Rocci, presbitero, grecista e lessicografo italiano († 1950)
- 14 settembre - Robert Cecil, I visconte Cecil di Chelwood, giurista, politico e diplomatico britannico († 1958)
- 14 settembre - Béatrice de Rothschild, socialite e collezionista d'arte francese († 1934)
- 15 settembre - Ernesto Consolo, pianista e compositore italiano († 1931)
- 15 settembre - Valentin Haecker, zoologo tedesco († 1927)
- 16 settembre - Antonio Ballero, pittore, scrittore e fotografo italiano († 1932)
- 17 settembre - Anagarika Dharmapala, scrittore cingalese († 1933)
- 17 settembre - Andrew Hannah, calciatore scozzese († 1940)
- 17 settembre - Mychajlo Mychajlovyč Kocjubyns'kyj, scrittore e attivista ucraino († 1913)
- 17 settembre - Vittorio Mazzoni, medico italiano († 1897)
- 19 settembre - Carl Correns, botanico tedesco († 1933)
- 20 settembre - Pietro Bilancini, poeta e critico letterario italiano († 1895)
- 20 settembre - Robert Seymour Conway, filologo classico e glottologo britannico († 1933)
- 21 settembre - Elena Văcărescu, scrittrice e poetessa rumena († 1947)
- 22 settembre - Joseph Labbé, tiratore a segno e tiratore a volo francese († 1944)
- 24 settembre - Georges-Prudent-Marie Bruley des Varannes, arcivescovo cattolico francese († 1943)
- 24 settembre - Gusztáv Károly Majláth, arcivescovo cattolico ungherese († 1940)
- 25 settembre - Eugène Lomont, pittore francese († 1938)
- 26 settembre - Arturo Cittadini, generale italiano († 1928)
- 26 settembre - Mark Kerr, ammiraglio e scrittore inglese († 1944)
- 26 settembre - Severo Rodríguez Etchart, pittore argentino († 1903)
- 27 settembre - Felix Becker, storico dell'arte e lessicografo tedesco († 1928)
- 27 settembre - Andrej Hlinka, presbitero e politico slovacco († 1938)
- 28 settembre - Félix Debax, schermidore francese († 1914)
- 28 settembre - Arthur Kampf, pittore tedesco († 1950)
- 28 settembre - Giuseppe Malagoli, glottologo italiano († 1947)
- 29 settembre - Lamberto Cesarini Sforza, letterato italiano († 1941)
- 29 settembre - Alexandra Kitchin, modella inglese († 1925)
- 29 settembre - Michele Rosi, storico italiano († 1934)
- 29 settembre - Miguel de Unamuno, poeta, filosofo e scrittore spagnolo († 1936)
- 30 settembre - Themistocles Zammit, archeologo e storico maltese († 1935)

## Ottobre(45)
- 1º ottobre - Giovanni Merizzi, politico italiano († 1941)
- 4 ottobre - Eduardo Brettoni, vescovo cattolico italiano († 1945)
- 4 ottobre - Tat'jana L'vovna Tolstaja, attivista russa († 1950)
- 5 ottobre - Giuseppe Antonio Caruso, vescovo cattolico italiano († 1930)
- 5 ottobre - Ida Hofmann, pianista e pedagoga tedesca († 1926)
- 5 ottobre - Hermina Walch-Kaminski, medica rumena († 1946)
- 5 ottobre - Arthur Zimmermann, politico tedesco († 1940)
- 6 ottobre - Archibald Cameron Macdonell, generale canadese († 1941)
- 7 ottobre - Edgardo Ciani, matematico italiano († 1942)
- 7 ottobre - Sergio de Novales y Sainz de Baranda, agronomo e politico spagnolo († 1921)
- 8 ottobre - Kikunae Ikeda, chimico giapponese († 1936)
- 8 ottobre - Ozias Leduc, pittore canadese († 1955)
- 9 ottobre - Maud Watson, tennista britannica († 1946)
- 10 ottobre - Arthur Gould, rugbista a 15 gallese († 1919)
- 10 ottobre - Carlotta di Schaumburg-Lippe, principessa tedesca († 1946)
- 14 ottobre - Stefan Żeromski, scrittore polacco († 1925)
- 15 ottobre - Cesare Agostini, politico e psichiatra italiano († 1942)
- 15 ottobre - Lorenzo Lauri, cardinale e arcivescovo cattolico italiano († 1941)
- 15 ottobre - Friedrich Gustav Piffl, cardinale e arcivescovo cattolico austriaco († 1932)
- 16 ottobre - Christian Brevoort Zabriskie, imprenditore statunitense († 1936)
- 17 ottobre - Elinor Glyn, scrittrice e sceneggiatrice britannica († 1943)
- 17 ottobre - Robert Lansing, politico e avvocato statunitense († 1928)
- 18 ottobre - Orazio Bacci, italianista e politico italiano († 1917)
- 19 ottobre - Émile-Félix Gautier, geografo e etnografo francese († 1940)
- 19 ottobre - Li Yuanhong, politico e militare cinese († 1928)
- 19 ottobre - Thomas Pakenham, V conte di Longford, generale irlandese († 1915)
- 20 ottobre - Branislav Nušić, romanziere e commediografo serbo († 1938)
- 21 ottobre - Augusto Napoleone Berlese, botanico e micologo italiano († 1903)
- 21 ottobre - Charlotte Olivier, medico russo († 1945)
- 22 ottobre - Eugène Laermans, pittore belga († 1940)
- 22 ottobre - Virginio Muzio, architetto italiano († 1904)
- 23 ottobre - Victor Spencer, I visconte Churchill, nobile e ufficiale inglese († 1934)
- 24 ottobre - Aleksej Andreevič Bjalynickij-Birulja, zoologo e esploratore russo († 1937)
- 24 ottobre - Charles Sanford Terry, storico e musicologo inglese († 1936)
- 25 ottobre - Aleksandr Tichonovič Grečaninov, compositore russo († 1956)
- 25 ottobre - Toktogul Satılgan, poeta e cantante kirghizo († 1933)
- 26 ottobre - José Gregorio Hernández, medico venezuelano († 1919)
- 26 ottobre - Armando Malagodi, medico italiano († 1947)
- 27 ottobre - Maria Teresa Casini, religiosa italiana († 1937)
- 28 ottobre - Dmitrij Iosifovič Ivanovskij, botanico e biologo russo († 1920)
- 28 ottobre - George Nichols, attore, regista e sceneggiatore statunitense († 1927)
- 30 ottobre - Theodor Wiegand, archeologo tedesco († 1936)
- 31 ottobre - Einar Benediktsson, poeta e avvocato islandese († 1940)
- 31 ottobre - Andrea Ferretto, compositore e inventore italiano († 1942)
- 31 ottobre - Cosmo Lang, arcivescovo anglicano e teologo britannico († 1945)

## Novembre(53)
- 1º novembre - Ezequiel Cabeza De Baca, politico statunitense († 1917)
- 1º novembre - Elisabetta d'Assia-Darmstadt, nobile e religiosa tedesca († 1918)
- 1º novembre - Guido Jacobacci, ingegnere italiano († 1922)
- 1º novembre - Ludwig Schlesinger, matematico tedesco († 1933)
- 2 novembre - Philippe Monnier, scrittore svizzero († 1911)
- 3 novembre - Blanche Bingley, tennista inglese († 1946)
- 3 novembre - Carlo Cressini, pittore italiano († 1938)
- 3 novembre - Karl Neukirch, ginnasta tedesco († 1941)
- 3 novembre - Hermann von Walter, medico, batteriologo e esploratore tedesco († 1901)
- 4 novembre - Mauricio Ponce de Léon, schermidore spagnolo († 1930)
- 5 novembre - Margaret Macdonald Mackintosh, pittrice, illustratrice e decoratrice britannica († 1933)
- 5 novembre - Truman Handy Newberry, politico statunitense († 1945)
- 5 novembre - Jessie Ralph, attrice statunitense († 1944)
- 5 novembre - Giovanni Villani, generale italiano († 1917)
- 5 novembre - Hilda di Lussemburgo, principessa († 1952)
- 8 novembre - Vera Fëdorovna Komissarževskaja, attrice teatrale russa († 1910)
- 8 novembre - Benjamin Lincoln Robinson, botanico statunitense († 1935)
- 9 novembre - Edoardo Bosio, imprenditore, canottiere e calciatore italiano († 1927)
- 9 novembre - Maurizio Sacchi, scienziato e esploratore italiano († 1897)
- 9 novembre - Paul Sérusier, pittore francese († 1927)
- 11 novembre - George Washington Crile, chirurgo statunitense († 1943)
- 11 novembre - Alfred Hermann Fried, giornalista e esperantista austriaco († 1921)
- 11 novembre - Franz Mauve, ammiraglio tedesco († 1931)
- 11 novembre - Emma Zilli, soprano italiano († 1901)
- 12 novembre - Jules Antoine Ronjat, filologo e linguista francese († 1925)
- 12 novembre - Stanislav Schulhof, poeta ceco († 1919)
- 13 novembre - Arthur Fairbanks, storico dell'arte statunitense († 1944)
- 13 novembre - Angelo Rosini, politico italiano
- 16 novembre - Augusta Rasponi del Sale, artista italiana († 1942)
- 17 novembre - Giuseppe Antonini, psichiatra italiano († 1938)
- 17 novembre - Girolamo Misciattelli, politico italiano
- 17 novembre - Eugenio Pellini, scultore italiano († 1934)
- 18 novembre - Ludwig Norman-Neruda, alpinista e pittore inglese († 1898)
- 20 novembre - Pietro Castellino, medico e politico italiano († 1933)
- 20 novembre - Percy Zachariah Cox, generale e funzionario britannico († 1937)
- 21 novembre - Francesco Musoni, geologo e storico italiano († 1926)
- 22 novembre - Stefano De Lisi, scultore italiano († 1886)
- 22 novembre - Wilhelm List, pittore e incisore austriaco († 1918)
- 23 novembre - Maxime Laubeuf, militare e ingegnere francese († 1939)
- 23 novembre - Umberto Masotto, militare italiano († 1896)
- 23 novembre - Peter Chalmers Mitchell, zoologo scozzese († 1945)
- 24 novembre - Henri de Toulouse-Lautrec, pittore francese († 1901)
- 25 novembre - Giuseppe Filippi, produttore cinematografico italiano († 1956)
- 25 novembre - Albert George Schmedeman, politico e diplomatico statunitense († 1946)
- 26 novembre - Auguste Honoré Charlois, astronomo francese († 1910)
- 26 novembre - Herman Gorter, poeta, filosofo e rivoluzionario olandese († 1927)
- 26 novembre - W.A. Tremayne, commediografo, sceneggiatore e attore canadese († 1939)
- 27 novembre - Gustaf Boivie, tiratore a segno svedese († 1951)
- 27 novembre - Alfredo Zopfi, imprenditore svizzero († 1924)
- 28 novembre - Lindley Miller Garrison, politico statunitense († 1932)
- 28 novembre - Léon van Hout, violista belga († 1945)
- 28 novembre - Julius Friedrich Lehmann, editore tedesco († 1935)
- 30 novembre - Maurice de Maere d'Aertrycke, politico belga († 1941)

## Dicembre(59)
- 1º dicembre - Carsten Borchgrevink, esploratore norvegese († 1934)
- 3 dicembre - Wilhelm Erben, storico e medievista austriaco († 1933)
- 3 dicembre - Herman Heijermans, drammaturgo e scrittore olandese († 1924)
- 3 dicembre - Ludvig Holstein, scrittore danese († 1943)
- 3 dicembre - Nicola Perscheid, fotografo tedesco († 1930)
- 3 dicembre - Giuseppe Ferdinando Piana, pittore italiano († 1956)
- 4 dicembre - Ugo Conti Sinibaldi, giurista e politico italiano († 1942)
- 6 dicembre - Alberico Albricci, generale e politico italiano († 1936)
- 6 dicembre - William S. Hart, attore e regista statunitense († 1946)
- 6 dicembre - Nicodim Munteanu, arcivescovo ortodosso rumeno († 1948)
- 7 dicembre - Sybil Sanderson, soprano statunitense († 1903)
- 8 dicembre - Camille Claudel, scultrice francese († 1943)
- 8 dicembre - Anatolij Leonidovič Durov, circense russo († 1916)
- 8 dicembre - William Miller, storico inglese († 1945)
- 9 dicembre - Willoughby Hamilton, tennista e calciatore irlandese († 1943)
- 10 dicembre - Marius Gabriel Cazemajou, militare e esploratore francese († 1898)
- 10 dicembre - Oreste De Gaspari, generale italiano († 1933)
- 10 dicembre - Eugène Delâtre, incisore e pittore francese († 1938)
- 10 dicembre - Giosuè Gallucci, criminale italiano († 1915)
- 10 dicembre - Carl Hellström, velista svedese († 1962)
- 10 dicembre - William Pimm, tiratore a segno britannico († 1952)
- 11 dicembre - Maurice Leblanc, scrittore francese († 1941)
- 12 dicembre - Paul Elmer More, critico letterario, filosofo e giornalista statunitense († 1937)
- 13 dicembre - Morgan Singer, ammiraglio inglese († 1938)
- 14 dicembre - Frank Campeau, attore statunitense († 1943)
- 14 dicembre - Antonín Klír, ingegnere e compositore di scacchi ceco († 1939)
- 15 dicembre - Alessandro Stefenelli, presbitero e missionario italiano († 1952)
- 16 dicembre - Kate Belinda Finn, scacchista inglese († 1932)
- 16 dicembre - Pierre Nommesch, vescovo cattolico lussemburghese († 1935)
- 18 dicembre - Per-Olof Arvidsson, tiratore a segno svedese († 1947)
- 18 dicembre - Luigi Masetti, ciclista italiano († 1940)
- 19 dicembre - William Plunket, V barone Plunket, diplomatico e politico britannico († 1920)
- 19 dicembre - Adolf Sandberger, compositore e musicologo tedesco († 1943)
- 20 dicembre - Giovanni Battista Pirolini, politico, giornalista e pubblicista italiano († 1948)
- 20 dicembre - Takeuchi Seihō, pittore giapponese († 1942)
- 21 dicembre - Rose Frank, fotografa neozelandese († 1954)
- 21 dicembre - Ernest Gimson, architetto, decoratore e designer britannico († 1919)
- 21 dicembre - Odoardo Antonio Rovescalli, scenografo italiano († 1936)
- 22 dicembre - Marion Dunlop, attivista e politica britannica († 1942)
- 22 dicembre - Federico Gamboa, politico, scrittore e diplomatico messicano († 1939)
- 23 dicembre - Gaetano Pieraccini, medico e politico italiano († 1957)
- 23 dicembre - Zorka del Montenegro, principessa montenegrina († 1890)
- 24 dicembre - Enrico Quattrini, scultore italiano († 1950)
- 25 dicembre - George Washington Maher, architetto statunitense († 1926)
- 26 dicembre - Yun Chi-ho, politico e educatore sudcoreano († 1945)
- 27 dicembre - Peyton C. March, generale statunitense († 1955)
- 28 dicembre - Raffaele Caravaglios, direttore di banda italiano († 1941)
- 28 dicembre - Henri de Régnier, scrittore, poeta e critico letterario francese († 1936)
- 29 dicembre - Juan Benlloch y Vivó, cardinale e arcivescovo cattolico spagnolo († 1926)
- 29 dicembre - Eduard Reimoser, aracnologo austriaco († 1940)
- 30 dicembre - Louis Haller, schermidore francese († 1929)
- 30 dicembre - Benjamin Rabier, fumettista francese († 1939)
- 30 dicembre - Max von Stephanitz, militare e allevatore tedesco († 1936)
- 31 dicembre - Robert Grant Aitken, astronomo statunitense († 1951)
- 31 dicembre - William Bridgeman, I visconte Bridgeman, politico, giudice e nobile britannico († 1935)
- 31 dicembre - Alessandro Longo, compositore, pianista e musicologo italiano († 1945)
- 31 dicembre - Luigi Poletti, matematico e poeta italiano († 1967)
- 31 dicembre - George Willis Ritchey, astronomo statunitense († 1945)
- 31 dicembre - Tsuda Umeko, educatrice giapponese († 1929)

## Senza giorno specificato(80)
- Henri Adam, pittore francese († 1917)
- Ahmed İzzet Pascià, politico e generale turco († 1937)
- Edwin West Allen, chimico statunitense († 1929)
- Vilhelm Andersen, scrittore danese († 1953)
- Ivan Angelov, pittore bulgaro († 1924)
- Ethel Arnold, giornalista, scrittrice e docente britannica († 1930)
- Edward Charles Stuart Baker, ornitologo britannico († 1944)
- Federico Ballell Maymi, ingegnere e fotografo spagnolo († 1951)
- Morris Bates, calciatore inglese († 1905)
- Mary Berenson, storica dell'arte statunitense († 1945)
- Ernesto Besenzanica, imprenditore e ingegnere italiano († 1940)
- Margery Bonney Erskine, attrice inglese († 1949)
- Pietro e Maria Botto, sindacalista italiano († 1945)
- Friedrich Bronsart von Schellendorf, militare e politico tedesco († 1950)
- Laurids Bruun, scrittore danese († 1935)
- Francis Crawford Burkitt, teologo, biblista e orientalista britannico († 1935)
- Victor Bérard, scrittore francese († 1931)
- Giuseppe Campanini, latinista italiano († 1937)
- Giuseppe Cannovale, ingegnere, urbanista e imprenditore italiano († 1938)
- Licinio Cappelli, editore italiano († 1952)
- Aurelia Cataneo, soprano italiano († 1891)
- Lorenzo Cecchi, pittore e architetto italiano († 1940)
- Charles Horton Cooley, sociologo statunitense († 1929)
- Eugenio Camillo Costamagna, giornalista italiano († 1918)
- Paul Crampel, esploratore francese († 1891)
- Vittorio Da Camino, letterato, giornalista e filantropo italiano († 1919)
- Francesco Daddi, tenore italiano († 1945)
- Carlo Dadone, scrittore italiano († 1931)
- Henriette Daux, pittrice e scrittrice francese († 1953)
- Francis Davies, generale britannico († 1948)
- John Henry Davies, imprenditore inglese († 1927)
- Michele De Noto, linguista, glottologo e drammaturgo italiano († 1937)
- Alice De Winton, attrice inglese († 1941)
- Felice Del Santo, pittore italiano († 1934)
- Lodewijk van Deyssel, scrittore olandese († 1952)
- Edward Diggle, giocatore di snooker inglese († 1934)
- Anna de Brémont, scrittrice e poetessa statunitense († 1922)
- Francesco Faustini, agricoltore e politico italiano († 1927)
- Edmund Johnston Garwood, esploratore britannico († 1949)
- Eliza Ann Grier, medica statunitense († 1902)
- Augusto Guglielmetti, scacchista italiano († 1936)
- Henry Harris Brown, pittore inglese († 1948)
- Bernardo Hay, pittore inglese († 1931)
- Anita Hendrie, attrice statunitense († 1940)
- Herbert Percy Horne, collezionista d'arte e storico dell'arte britannico († 1916)
- Hulusi Salih Pascià, politico ottomano († 1939)
- Jashwant Singh II, principe indiano († 1919)
- Carl Edvard Johansson, inventore svedese († 1943)
- Alfred John Keene, pittore inglese († 1930)
- George Kleine, produttore cinematografico statunitense († 1931)
- Joseph Knecht, direttore d'orchestra statunitense († 1931)
- Jakob Emanuel Lange, micologo danese († 1941)
- Vittorio Lavezzari, scultore italiano († 1938)
- Franco Leoni, compositore italiano († 1937)
- Torello Macchia, ingegnere e architetto italiano († 1948)
- Michele Mariacher, tenore italiano († 1933)
- Josef Markwart, orientalista tedesco († 1920)
- Mara Antelling, scrittrice italiana († 1904)
- Fred Montague, attore inglese († 1919)
- Michael Morton, commediografo inglese († 1931)
- John Arthur Ruskin Munro, storico e archeologo britannico († 1944)
- William Fogg Osgood, matematico statunitense († 1943)
- Pietro Pfanner, medico e politico italiano († 1935)
- Juno Frankie Pierce, insegnante statunitense († 1954)
- Tancredi Pozzi, scultore italiano († 1924)
- Antonina Požarskaja, attrice russa
- Vasilij Petrovič Preobraženskij, filosofo e critico letterario russo († 1900)
- Stepan Innokent'evič Rastorguev, esploratore russo
- Remzşinas Hanim, ottomana
- Abiel Bethel Revelli di Beaumont, militare e progettista italiano († 1929)
- Ernesto Rigamonti, pittore italiano († 1942)
- Pietro Rigosi, anarchico italiano
- William Rivers, antropologo, biologo e neurologo inglese († 1922)
- Elia Sala, pittore, scultore e architetto italiano († 1920)
- Silvio Sbricoli, pittore e scultore italiano († 1911)
- Carl Schlatter, chirurgo svizzero († 1934)
- Helena Swanwick, pacifista inglese († 1939)
- Nils Collett Vogt, scrittore norvegese († 1937)
- John Laurie Wallace, pittore irlandese († 1953)
- Salim I al-Mubarak Al Sabah, sovrano kuwaitiano († 1921)